# Eutelia adulatricoides
Eutelia adulatricoides är en fjärilsart som beskrevs av Clayton Dissinger Mell 1943. Eutelia adulatricoides ingår i släktet Eutelia och familjen nattflyn. Inga underarter finns listade i Catalogue of Life.